# Halloween 5: la venganza de Michael Myers
Halloween 5: The Revenge of Michael Myers (en España e Hispanoamérica: Halloween 5: La Venganza de Michael Myers) es la quinta entrega de la saga Halloween. Es una película estadounidense de 1989 dirigida por Dominique Othenin-Girard y protagonizada por Donald Pleasence y Danielle Harris.
En España, la película fue distribuida en DVD por Manga Films.

## Trama
El 31 de octubre de 1988, Michael Myers (Don Shanks) es disparado y cae por el pozo de una mina. Los policías estatales lanzan dinamita por la misma, pero Michael logra escapar de la explosión. Se tropieza al lado de un río cercano y es descubierto por un ermitaño. Michael cae en coma, quedando bajo el cuidado del ermitaño. El 30 de octubre de 1989, Michael despierta, mata al ermitaño y regresa a Haddonfield, donde su sobrina Jamie Lloyd (Danielle Harris) continúa viviendo después de casi ser asesinada por Michael el año anterior.
Jamie ha sido confinada en un hospital de niños, quedando muda debido al trauma psicológico, haciendo que sufra pesadillas y convulsiones, y siendo tratada por atacar a su madre adoptiva bajo la influencia de Michael, pero muestra signos de un vínculo telepático con su tío. El Dr. Sam Loomis (Donald Pleasence) se da cuenta del vínculo psíquico de Jamie con Michael, e intenta convencer al Sheriff Ben Meeker (Beau Starr) de que Michael sigue vivo. Mientras tanto, Michael mata a la hermana de Jamie, Rachel (Ellie Cornell), apuñalándola en el pecho con unas tijeras y comienza a acosar a su amiga Tina (Wendy Kaplan), matando a su amigo Mike, con un rastrillo afilado en su cabeza.
Esa noche, Tina y sus amigos Sam y Spitz van a una fiesta de Halloween en una granja. Sabiendo que Tina está en peligro, Jamie, habiendo recuperado su capacidad de hablar, va a advertirle; su amigo Billy va con ella.  Michael  asesina a spitz y sam.  Spitz es empalado con un rastrillo y Sam es asesinada con una guadaña de jardín. Michael entonces abandona el establo y mata a dos oficiales que Loomis había pedido para cuidar a Tina. Después de la fiesta, Tina va al establo y descubre los cuerpos. Michael persigue a Tina, Jamie y Billy con un auto. Tina se sacrifica para salvar a Jamie, y Michael la golpea fatalmente en el pecho. Loomis, el Sheriff Meeker, y la policía llegan a la escena y rescatan a Jamie y Billy. Jamie se compromete a ponerse en peligro para ayudar a Loomis a detener a Michael para siempre.
Con la ayuda de Jamie, Loomis atrae a Michael de regreso a su hogar abandonado. En la vieja casa de Myers, Loomis y la policía crean un set-up. Jamie siente que Michael ha llegado a la clínica y Billy está en peligro, lo que hace que el sheriff Meeker, junto con la mayoría de su personal, deje la casa de Myers. Finalmente, Michael llega y mata a los dos oficiales restantes. Loomis trata de razonar con él, pero Michael lo somete y luego va tras Jamie.
Jamie se esconde en un viejo conducto de lavandería, pero se ve obligada a abandonarlo después de que Michael la encuentre y apuñala repetidamente la rampa. Sube las escaleras hasta el ático donde encuentra un ataúd que fue robado del cementerio antes, y los cuerpos de Rachel, Mike y el perro de Rachel, Max. Michael encuentra a Jamie, pero antes de que pueda matarla, intenta apelar a la humanidad de su tío. A petición de Jamie, Michael se quita la máscara. Sin embargo, Jamie toca la cara de Michael, enviándole a un ataque de rabia. Loomis aparece, usando a Jamie como cebo, y atrae a Michael hacia una trampa para debilitarlo con una pistola tranquilizante. 
Después de dejar a Michael inconsciente golpeándolo con un tablón de madera, Loomis sufre un golpe y se derrumba. Meeker y el resto de la policía regresan poco después y Michael es detenido. Meeker le asegura a Jamie que Michael, que está encerrado en una celda y permanecerá en prisión hasta que muera; Jamie no le cree, sin embargo, y comenta que Michael "nunca morirá". Uno de los oficiales va a llevar a Jamie a casa cuando un misterioso hombre de negro, que ha estado buscando a Michael, llega y provoca una explosión en la comisaría. El oficial, al escuchar disparos, se apresura a regresar al interior después de advertir a Jamie que se quede en el auto. Cuando el oficial no regresa, Jamie regresa adentro para investigar y encuentra la estación destruida por la explosión, junto con Meeker y varios otros oficiales de policía muertos. Jamie descubre que la celda de Michael está vacía y la puerta trasera de la comisaría está rota, lo que la hace llorar de terror al darse cuenta de que Michael es libre de nuevo para seguir aterrorizando a Haddonfield.

## Reparto
- Donald Pleasence como el Dr. Sam Loomis
- Danielle Harris como Jamie Lloyd.
- Ellie Cornell como Rachel Carruthers.
- Tamara Glynn como Samantha Thomas.
- Wendy Kaplan como Tina Williams.
- Don Shanks como Michael Myers/El hombre de negro.
- Beau Starr como el alguacil Ben Meeker.
- Jeffrey Landman como Billy Hill.
- Jonathan Chapin como Mikey.
- Matthew Walker como Spitz.
- Betty Carvalho como la enfermera Patsey.
- Troy Evans como el oficial Charlie Bloch.
- Frank Como el oficial Nick Ross.
- David Ursin como el oficial Tom Farrah.
- Karen Alston como Darlene Carruthers.

## Producción
Durante el éxito de Halloween 4: el regreso de Michael Myers cuando la película todavía estaba en los cines, Moustapha Akkad ya había trazado planes para Halloween 5. Los productores querían estrenar la película en octubre de 1989, justo un año tras la secuela anterior. 

### Escritura
El primer borrador corrió a cargo de Shem Bitterman. Su idea era que Jamie Lloyd se convirtiera en una asesina despiadada tras apuñalar a su madrastra. Esta idea fue rechazada por la productora y Akkad contrató a Michael Jacobs para reescribir el guion. Tras revisarlo, el director Dominique Othenin-Girard le agregó más escenas violentas.
El actor Donald Pleasence mostró su desacuerdo con el director y Akkad, diciendo que debería presentarse a Jamie como "todo mal" tras apuñalar a su madrastra. Akkad en cambio opinaba que los fanes querían ver más de "The Shape". 
La producción de Halloween 5 comenzó apresuradamente el 1 de mayo de 1989.

### Casting
De Halloween 4 regresaron los actores  Donald Pleasence, Danielle Harris, Ellie Cornell y Beau Starr con los personajes de Dr.Loomis, Jamie Lloyd, Rachel Carruthers y Sheriff Ben Meeker respectivamente.
Debido a que George P. Wilbur, que había representado a "The Shape" en la película anterior, no mostró interés en volver a actuar en ese papel, Donald Shanks terminó siendo Michael Myers, mientras que Max Robinson jugaría a ser Maxwell Hart, el médico que aparece al inicio de la película. Betty Carvalho sería su asistente, mientras tanto Jeffrey Landman sería Billy Hill, el amigo de Jamie que sufre un problema de tartamudez.

## Lanzamiento

### Recepción
La película se estrenó el 13 de octubre de 1989 en 1.495 cines y recaudó $5.093.428 en su primer fin de semana. Rápidamente cayó en taquilla con solo 11.642.254 U$S, siendo la película de menos éxito de la saga de Halloween y la segunda peor película de la saga, solo por debajo de Halloween: Resurrection por las críticas muy pobres. En algunos países se estrenó directamente en vídeo.